# Plesiolebias
Plesiolebias ist eine Gattung der Saisonfische aus der Familie Rivulidae und gehört zur Gruppe der Eierlegenden Zahnkarpfen. Die Arten dieser Gattung bewohnen in Brasilien temporäre Gewässer in den Flussbecken des Rio Tapajós, Rio Xingu, Rio Araguaia und Rio Tocantins, sowie im nördlichen Pantanal.

## Merkmale
Die Arten der Gattung Plesiolebias unterscheiden sich von Arten der anderen Gattungen der Tribus Plesiolebiasini durch die Morphologie des Kiefers und der Kiemen, durch ein anderes Schuppenmuster auf dem Kopf, und dadurch, dass die Strahlen des vorderen Teils der Afterflosse länger sind als die hinteren Strahlen.

## Arten
Die Gattung Plesiolebias umfasst folgende acht Arten:
- Plesiolebias altamira Costa & Nielsen, 2007
- Plesiolebias aruana (Lazara, 1991)
- Plesiolebias canabravensis Costa & Nielsen, 2007
- Plesiolebias filamentosus Costa & Brasil, 2007
- Plesiolebias fragilis Costa, 2007
- Plesiolebias glaucopterus (Costa & Lacerda, 1988)
- Plesiolebias lacerdai Costa, 1989
- Plesiolebias xavantei (Costa, Lacerda & Tanizaki, 1988)